# Plotice lesklá
Plotice lesklá (Rutilus pigus) nebo také plotice dunajská je nedravá sladkovodní ryba, která se ojediněle vyskytovala i na dolním toku Moravy a Dyje v ČR.

## Popis
Plotice lesklá je ryba, která žije v hlubších vodách. Od plotice obecné se liší větším počtem šupin v postranní čáře a tmavě pigmentovanou výstelkou břišní dutiny. Šupiny jsou větší, ústa leží naspodu hlavy. Hřbetní ploutev má načervenalou, ocasní žlutočervenou. Dorůstá větších rozměrů, než plotice obecná, až 50 cm délky a okolo 2 kilogramů hmotnosti.

## Výskyt
Plotice lesklá je rozšířená v oblasti velkých severoitalských jezer (Lago Maggiore, Lago Lugano, Lago di Colo a Lago di Garda) a Švýcarska. Vyskytuje se v Dunaji a dříve se vyskytovala i na území Česka, odkud pochází poslední doložený úlovek z Břeclavi roku 1955. V roce 1864 byl dokonce hlášen úlovek až u Olomouce, kvůli znečistění řeky v ČR postupně vymizela.

## Ohrožení
IUCN ji kvalifikuje jako "málo dotčený". V ČR je chráněna, i když se tu považuje za vyhynulou.